# Coupe des nations féminine de hockey sur gazon 2022
Navigation
Terrassa 2023-2024
La Coupe des nations féminine de hockey sur gazon 2022 sera la première édition de la Coupe des nations féminine de hockey sur gazon, le tournoi annuel de qualification pour la Ligue professionnelle féminine de hockey sur gazon organisé par la Fédération internationale de hockey. Le tournoi se déroulera à l'Estadio Betero à Valence, en Espagne, du 10 au 17 décembre 2022.
L'Inde est le vainqueur et sera promu à la Ligue professionnelle féminine de hockey sur gazon 2023-2024,.

## Participants
Les huit équipes les mieux classées au 31 mai 2021 participeront au tournoi. Le 20 octobre 2022, le Canada renonçant à l'événement est remplacé par le Chili.
- Chili
- Inde
- Irlande
- Italie
- Japon
- Corée du Sud
- Afrique du Sud
- Espagne

## Critères
En cas d'égalité de points de plusieurs équipes à l'issue des matchs de poule, les critères suivants sont appliqués dans l'ordre indiqué pour établir leur classement:
1. Points de chaque équipe,
2. Matchs gagnés,
3. Différence de buts,
4. Buts pour,
5. Plus grand nombre de points obtenus dans les matchs de poule disputés entre les équipes concernées,
6. Buts marqués en plein jeu.

## Phase préliminaire
Toutes les heures correspondent à CET (UTC+2).
Légende :
- Demi-finales
- Matchs de classement

### Poule A
| Rang | Équipe       | Pts | J | G | N | P | Bp | Bc | Diff |
| ---- | ------------ | --- | - | - | - | - | -- | -- | ---- |
| 1    | Espagne H    | 7   | 3 | 2 | 1 | 0 | 5  | 0  | +5   |
| 2    | Irlande      | 4   | 3 | 1 | 1 | 1 | 4  | 5  | -1   |
| 3    | Italie       | 2   | 3 | 0 | 2 | 1 | 2  | 3  | -1   |
| 4    | Corée du Sud | 2   | 3 | 0 | 2 | 1 | 3  | 6  | -3   |

| 11 décembre 2022 | Corée du Sud | 1 - 1 | Italie       |
| 11 décembre 2022 | Espagne      | 2 - 0 | Irlande      |
| 12 décembre 2022 | Irlande      | 2 - 1 | Italie       |
| 12 décembre 2022 | Corée du Sud | 0 - 3 | Espagne      |
| 14 décembre 2022 | Irlande      | 2 - 2 | Corée du Sud |
| 14 décembre 2022 | Espagne      | 0 - 0 | Italie       |

### Poule B
| Rang | Équipe         | Pts | J | G | N | P | Bp | Bc | Diff |
| ---- | -------------- | --- | - | - | - | - | -- | -- | ---- |
| 1    | Inde           | 9   | 3 | 3 | 0 | 0 | 7  | 2  | +5   |
| 2    | Japon          | 4   | 3 | 1 | 1 | 1 | 4  | 4  | 0    |
| 3    | Chili          | 4   | 3 | 1 | 1 | 1 | 4  | 5  | -1   |
| 4    | Afrique du Sud | 0   | 3 | 0 | 0 | 3 | 2  | 6  | -4   |

| 11 décembre 2022 | Inde  | 3 - 1 | Chili          |
| 11 décembre 2022 | Japon | 2 - 1 | Afrique du Sud |
| 12 décembre 2022 | Japon | 1 - 2 | Inde           |
| 12 décembre 2022 | Chili | 2 - 1 | Afrique du Sud |
| 14 décembre 2022 | Inde  | 2 - 0 | Afrique du Sud |
| 14 décembre 2022 | Chili | 1 - 1 | Japon          |

## Phase de classement

### Tableau de classement
|  | Demi-finales pour la 5e place | Demi-finales pour la 5e place | Demi-finales pour la 5e place | Demi-finales pour la 5e place |                        |        | Match pour la 5e place | Match pour la 5e place | Match pour la 5e place | Match pour la 5e place |
|  |                               |                               |                               |                               |                        |        |                        |                        |                        |                        |
|  | 16 décembre 2022              | 16 décembre 2022              | 16 décembre 2022              | 16 décembre 2022              |                        |        | 17 décembre 2022       | 17 décembre 2022       | 17 décembre 2022       | 17 décembre 2022       |
|  | A3                            | Italie                        | 2                             | 2                             |                        |        | 17 décembre 2022       | 17 décembre 2022       | 17 décembre 2022       | 17 décembre 2022       |
|  | A3                            | Italie                        | 2                             | 2                             |                        |        | 17 décembre 2022       | 17 décembre 2022       | 17 décembre 2022       | 17 décembre 2022       |
|  | B4                            | Afrique du Sud                | 0                             | 0                             |                        |        | 17 décembre 2022       | 17 décembre 2022       | 17 décembre 2022       | 17 décembre 2022       |
|  | B4                            | Afrique du Sud                | 0                             | 0                             | A3                     | Italie | 1 (2)tab               | 1 (2)tab               |                        |                        |
|  | 16 décembre 2022              |                               |                               |                               | A3                     | Italie | 1 (2)tab               | 1 (2)tab               |                        |                        |
|  |                               |                               | A4                            | Corée du Sud                  | 1 (1)                  | 1 (1)  |                        |                        |                        |                        |
|  | B3                            | Chili                         | A4                            | Corée du Sud                  | 1 (1)                  | 1 (1)  | 0                      | 0                      |                        |                        |
|  | B3                            | Chili                         |                               |                               |                        |        |                        | 0                      |                        |                        |
|  | A4                            | Corée du Sud                  | 1                             | 1                             |                        |        |                        |                        |                        |                        |
|  | A4                            | Corée du Sud                  | 1                             | 1                             | Match pour la 7e place |        |                        |                        |                        |                        |
|  |                               |                               |                               |                               |                        |        |                        |                        |                        |                        |
|  | 17 décembre 2022              |                               |                               |                               |                        |        |                        |                        |                        |                        |
|  | B4                            | Afrique du Sud                | 1                             | 1                             |                        |        |                        |                        |                        |                        |
|  | B4                            | Afrique du Sud                | 1                             | 1                             |                        |        |                        |                        |                        |                        |
|  | B3                            | Chili                         | 4                             | 4                             |                        |        |                        |                        |                        |                        |
|  | B3                            | Chili                         | 4                             | 4                             |                        |        |                        |                        |                        |                        |

### Match pour la7eplace
| Match 17               | Chili                                                  | 4 - 1   | Afrique du Sud |                                                                  |                                                                  |
| 17 décembre 2022 09h00 | Maldonado 27e · Krimerman 53e · Tala 56e · Arrieta 58e | (1 - 1) | 29e Hunter     | Arbitrage : Durga Devi Ana Faias Arbitre vidéo : Magali Sergeant | Arbitrage : Durga Devi Ana Faias Arbitre vidéo : Magali Sergeant |
| 17 décembre 2022 09h00 | Rapport                                                |         |                | Arbitrage : Durga Devi Ana Faias Arbitre vidéo : Magali Sergeant | Arbitrage : Durga Devi Ana Faias Arbitre vidéo : Magali Sergeant |

### Match pour la5eplace
| Match 18               | Corée du Sud                                          | 1 - 1             | Italie                              |                                                                                  |                                                                                  |
| 17 décembre 2022 11h15 | Cho H.J. 52e                                          | (0 - 0)           | 33e Carta                           | Arbitrage : Ymkje van Slooten Natalia Lodeiro Arbitre vidéo : Vilma Bagdanskiéné | Arbitrage : Ymkje van Slooten Natalia Lodeiro Arbitre vidéo : Vilma Bagdanskiéné |
| 17 décembre 2022 11h15 | Rapport                                               |                   |                                     | Arbitrage : Ymkje van Slooten Natalia Lodeiro Arbitre vidéo : Vilma Bagdanskiéné | Arbitrage : Ymkje van Slooten Natalia Lodeiro Arbitre vidéo : Vilma Bagdanskiéné |
| 17 décembre 2022 11h15 | Kim S.A. · An H.J. · Cheon E.B. · Lee Y.J. · Seo J.E. | Tirs au but 1 - 2 | Pessina · Moroni · Pastor · Laurito | Arbitrage : Ymkje van Slooten Natalia Lodeiro Arbitre vidéo : Vilma Bagdanskiéné | Arbitrage : Ymkje van Slooten Natalia Lodeiro Arbitre vidéo : Vilma Bagdanskiéné |

## Tour pour les médailles

### Tableau final
|  | Demi-finales pour la 5e place | Demi-finales pour la 5e place | Demi-finales pour la 5e place | Demi-finales pour la 5e place |                        |         | Match pour la 5e place | Match pour la 5e place | Match pour la 5e place | Match pour la 5e place |
|  |                               |                               |                               |                               |                        |         |                        |                        |                        |                        |
|  | 16 décembre 2022              | 16 décembre 2022              | 16 décembre 2022              | 16 décembre 2022              |                        |         | 17 décembre 2022       | 17 décembre 2022       | 17 décembre 2022       | 17 décembre 2022       |
|  | A1                            | Espagne                       | 1                             | 1                             |                        |         | 17 décembre 2022       | 17 décembre 2022       | 17 décembre 2022       | 17 décembre 2022       |
|  | A1                            | Espagne                       | 1                             | 1                             |                        |         | 17 décembre 2022       | 17 décembre 2022       | 17 décembre 2022       | 17 décembre 2022       |
|  | B2                            | Japon                         | 0                             | 0                             |                        |         | 17 décembre 2022       | 17 décembre 2022       | 17 décembre 2022       | 17 décembre 2022       |
|  | B2                            | Japon                         | 0                             | 0                             | A1                     | Espagne | 0                      | 0                      |                        |                        |
|  | 16 décembre 2022              |                               |                               |                               | A1                     | Espagne | 0                      | 0                      |                        |                        |
|  |                               |                               | B1                            | Inde                          | 1                      | 1       |                        |                        |                        |                        |
|  | B1                            | Inde                          | B1                            | Inde                          | 1                      | 1       | 1 (2)tab               | 1 (2)tab               |                        |                        |
|  | B1                            | Inde                          |                               |                               |                        |         |                        | 1 (2)tab               |                        |                        |
|  | A2                            | Irlande                       | 1 (1)                         | 1 (1)                         |                        |         |                        |                        |                        |                        |
|  | A2                            | Irlande                       | 1 (1)                         | 1 (1)                         | Match pour la 7e place |         |                        |                        |                        |                        |
|  |                               |                               |                               |                               |                        |         |                        |                        |                        |                        |
|  | 17 décembre 2022              |                               |                               |                               |                        |         |                        |                        |                        |                        |
|  | B2                            | Japon                         | 3                             | 3                             |                        |         |                        |                        |                        |                        |
|  | B2                            | Japon                         | 3                             | 3                             |                        |         |                        |                        |                        |                        |
|  | A2                            | Irlande                       | 2                             | 2                             |                        |         |                        |                        |                        |                        |
|  | A2                            | Irlande                       | 2                             | 2                             |                        |         |                        |                        |                        |                        |

### Match pour la3eplace
| Match 19               | Japon                                    | 3 - 2   | Irlande                |                                                                        |                                                                        |
| 17 décembre 2022 13h30 | Karino 39e · Toriyama 40e · Y. Nagai 56e | (0 - 0) | 35e Mullan · 40e Carey | Arbitrage : Kristy Robertson Magali Sergeant Arbitre vidéo : Ana Faias | Arbitrage : Kristy Robertson Magali Sergeant Arbitre vidéo : Ana Faias |
| 17 décembre 2022 13h30 | Rapport                                  |         |                        | Arbitrage : Kristy Robertson Magali Sergeant Arbitre vidéo : Ana Faias | Arbitrage : Kristy Robertson Magali Sergeant Arbitre vidéo : Ana Faias |

### Finale
| Match 20               | Espagne | 0 - 1   | Inde      |                                                                             |                                                                             |
| 17 décembre 2022 15h45 |         | (0 - 1) | 6e Gurjit | Arbitrage : Mariana Reydo Junko Wagatsuma Arbitre vidéo : Ymkje van Slooten | Arbitrage : Mariana Reydo Junko Wagatsuma Arbitre vidéo : Ymkje van Slooten |
| 17 décembre 2022 15h45 | Rapport |         |           | Arbitrage : Mariana Reydo Junko Wagatsuma Arbitre vidéo : Ymkje van Slooten | Arbitrage : Mariana Reydo Junko Wagatsuma Arbitre vidéo : Ymkje van Slooten |

## Classement final
| Rang                         | Groupe | Équipe         | J | V | N | P | BP | BC | Diff | Pts | Classement mondial FIH | Classement mondial FIH | Classement mondial FIH |
| Rang                         | Groupe | Équipe         | J | V | N | P | BP | BC | Diff | Pts | Avant                  | Après                  | +/-                    |
| ---------------------------- | ------ | -------------- | - | - | - | - | -- | -- | ---- | --- | ---------------------- | ---------------------- | ---------------------- |
| Médaille d'or                | B      | Inde           | 5 | 4 | 1 | 0 | 9  | 3  | +6   | 13  | 8                      | 8                      | 0                      |
| Médaille d'argent            | A      | Espagne H      | 5 | 3 | 1 | 1 | 6  | 1  | +5   | 10  | 7                      | 7                      | 0                      |
| Médaille de bronze           | B      | Japon          | 5 | 2 | 1 | 2 | 7  | 7  | 0    | 7   | 11                     | 11                     | 0                      |
| 4                            | A      | Irlande        | 5 | 1 | 2 | 2 | 7  | 9  | -2   | 5   | 13                     | 13                     | 0                      |
| Éliminés en phase de groupes |        |                |   |   |   |   |    |    |      |     |                        |                        |                        |
| 5                            | A      | Italie         | 5 | 1 | 3 | 1 | 5  | 4  | +1   | 6   | 18                     | 18                     | 0                      |
| 6                            | A      | Corée du Sud   | 5 | 1 | 3 | 1 | 5  | 7  | -2   | 6   | 12                     | 12                     | 0                      |
| 7                            | B      | Chili          | 5 | 2 | 1 | 2 | 8  | 7  | +1   | 7   | 14                     | 14                     | 0                      |
| 8                            | B      | Afrique du Sud | 5 | 0 | 0 | 5 | 3  | 12 | -9   | 0   | 20                     | 22                     | -2                     |

|  | Nation promue pour la Ligue professionnelle 2023-2024 |

## Récompenses
Les récompenses ont été attribuées le 17 décembre 2022.
| Récompense              | Joueuse        |
| ----------------------- | -------------- |
| Meilleur joueur         | Lucía Jiménez  |
| Meilleur jeune joueur   | Sarah McAuley  |
| Meilleur gardien de but | Savita Punia   |
| Meilleur buteur         | Kathryn Mullan |